# 星の宮浅間塚古墳
星の宮浅間塚古墳（ほしのみやせんげんづかこふん）は、栃木県芳賀郡益子町塙にある古墳。形状は前方後方墳。栃木県指定史跡に指定されている（指定名称は「浅間塚古墳」）。

## 概要

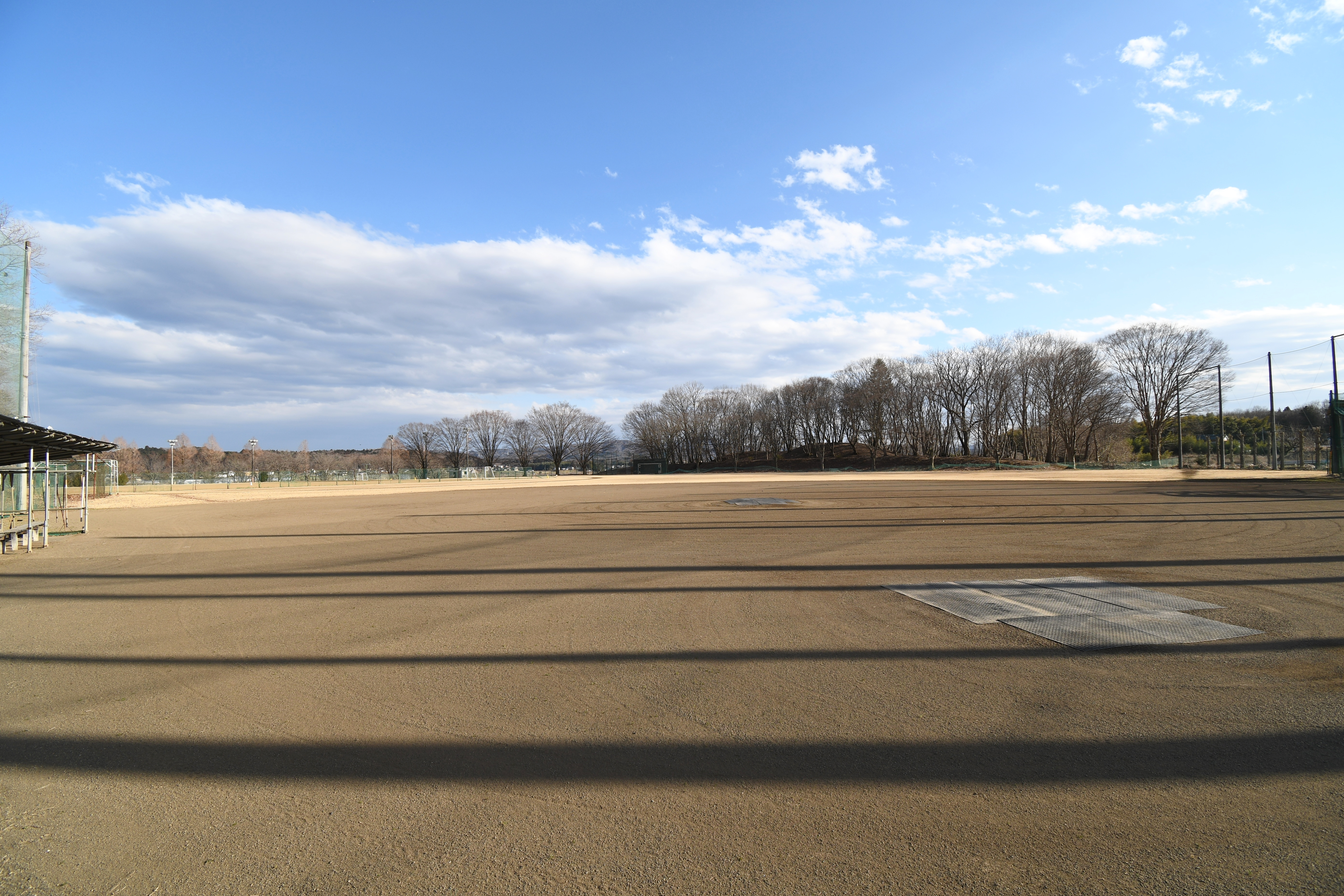
県立益子芳星高等学校グラウンドグラウンド奥、画像中央右に星の宮浅間塚古墳が所在。

栃木県南東部、小貝川西岸の段丘東端に築造された古墳である。「浅間塚」の古墳名は、かつて墳丘上に浅間社が祀られたことに由来する。現在までに墳丘を良好に遺存する。
墳形は前方後方形で、前方部を東方向に向ける。墳丘外表で葺石・埴輪は認められていない。墳丘周囲では北側・西側で周溝が認められる（南側・東側は自然地形の傾斜のため不明）。埋葬施設は未調査のため明らかでないが、竪穴系施設の存在が推測される。副葬品は詳らかでない。
築造時期は、古墳時代前期の4世紀4世紀中葉-後半（または4世紀後半）頃と推定される。小貝川流域では本古墳含む4基の前方後方墳が知られるが、他の古墳と異なり本古墳では後方部と前方部の比高差が小さいため、その中でも年代は若干下ると推測される。
古墳域は2016年（平成28年）に栃木県指定史跡に指定されている。

## 遺跡歴
- 1974年（昭和49年）、栃木県立益子高等学校（現在の栃木県立益子芳星高等学校）建設に伴う周溝の確認調査[1]。
- 1979年（昭和54年）、測量調査（栃木県史編纂専門委員会）。
- 1986年（昭和61年）、測量調査（国士舘大学考古学研究室）。
- 2016年（平成28年）3月4日、栃木県指定史跡に指定[2]。

## 墳丘

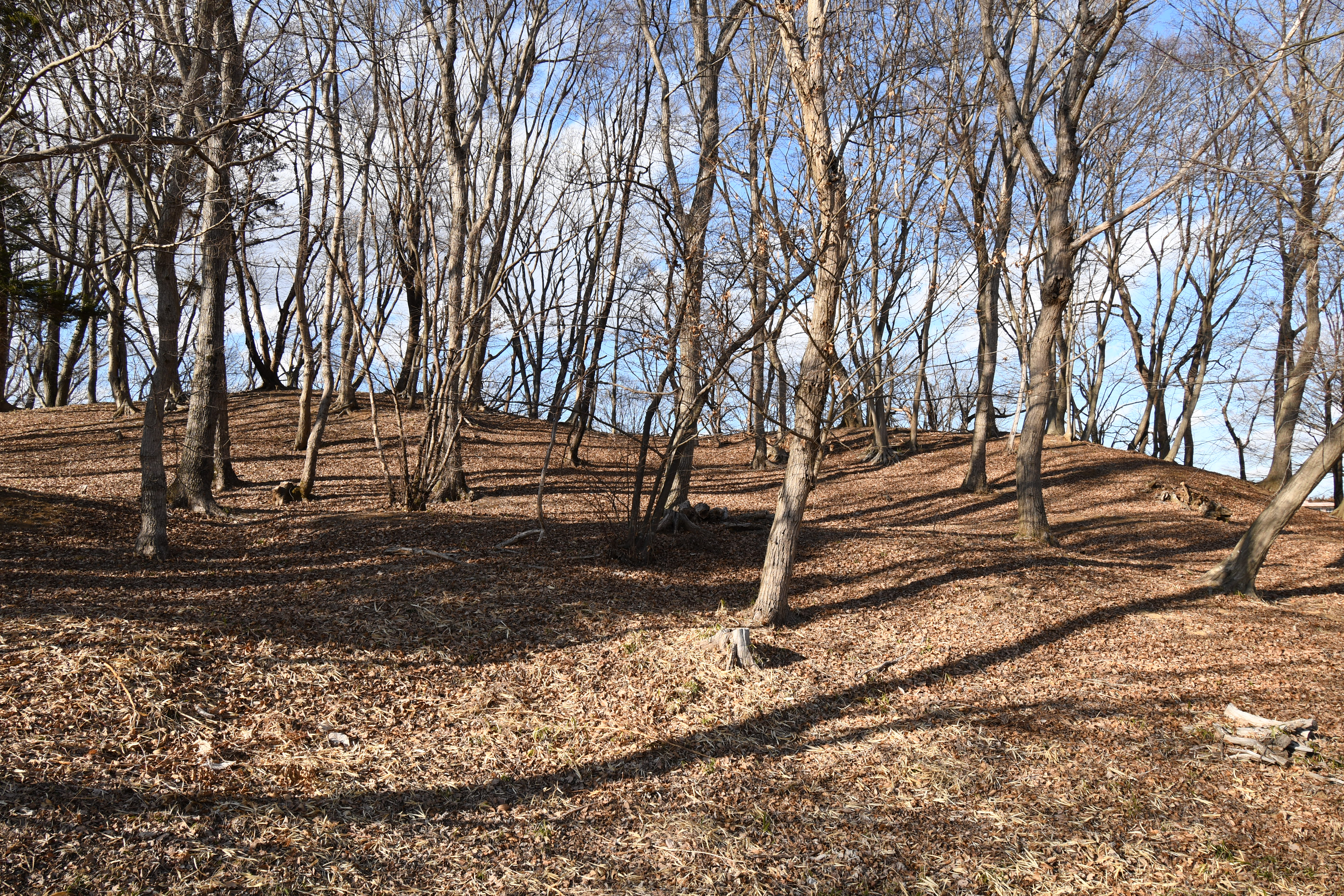
墳丘横景左に後方部、右に前方部。

墳丘の規模は次の通り。
- 墳丘長：約52メートル
- 後方部
  - 長さ：約28メートル
  - 幅：約28メートル
- 前方部
  - 長さ：24メートル
  - 幅：20メートル

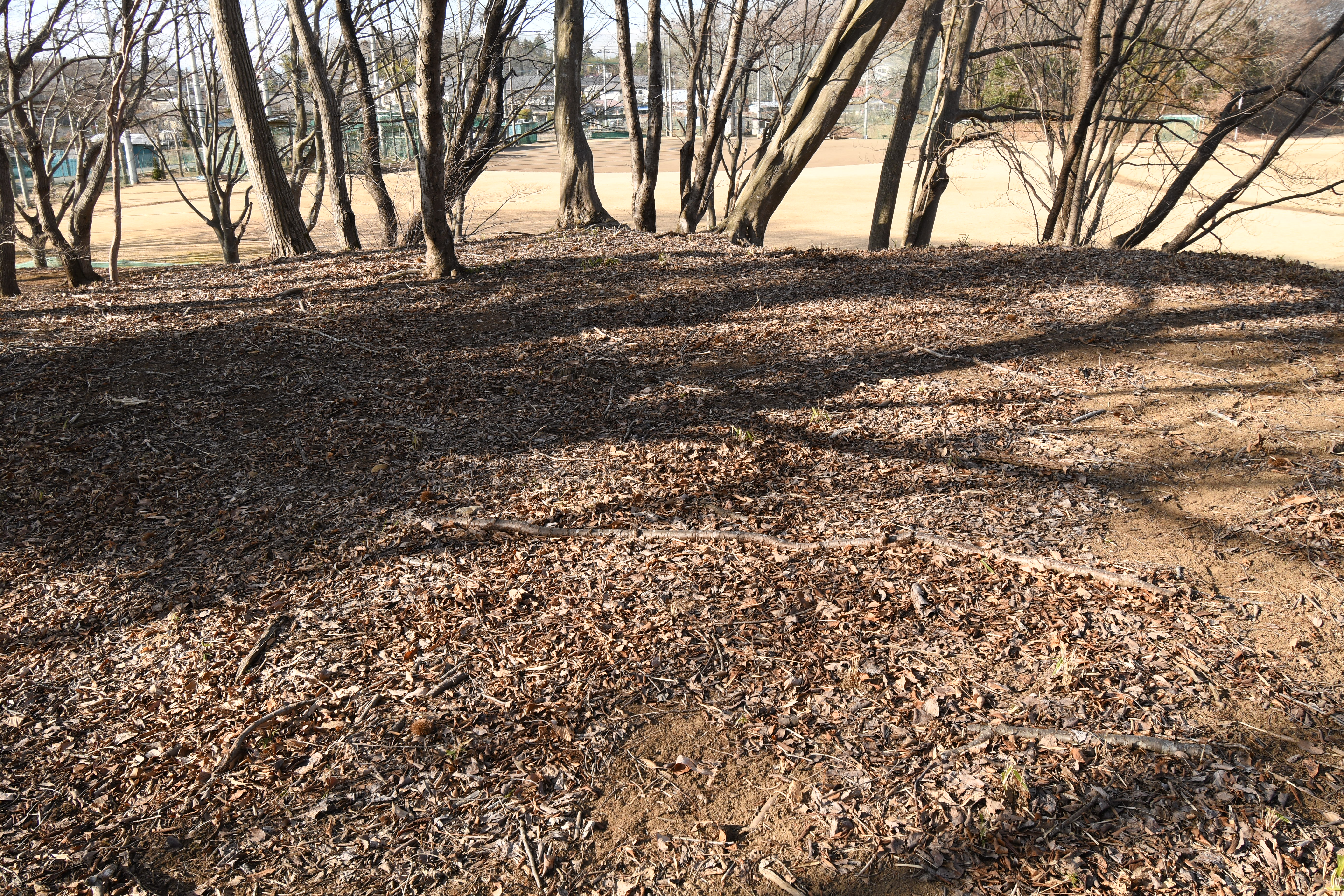
後方部墳頂
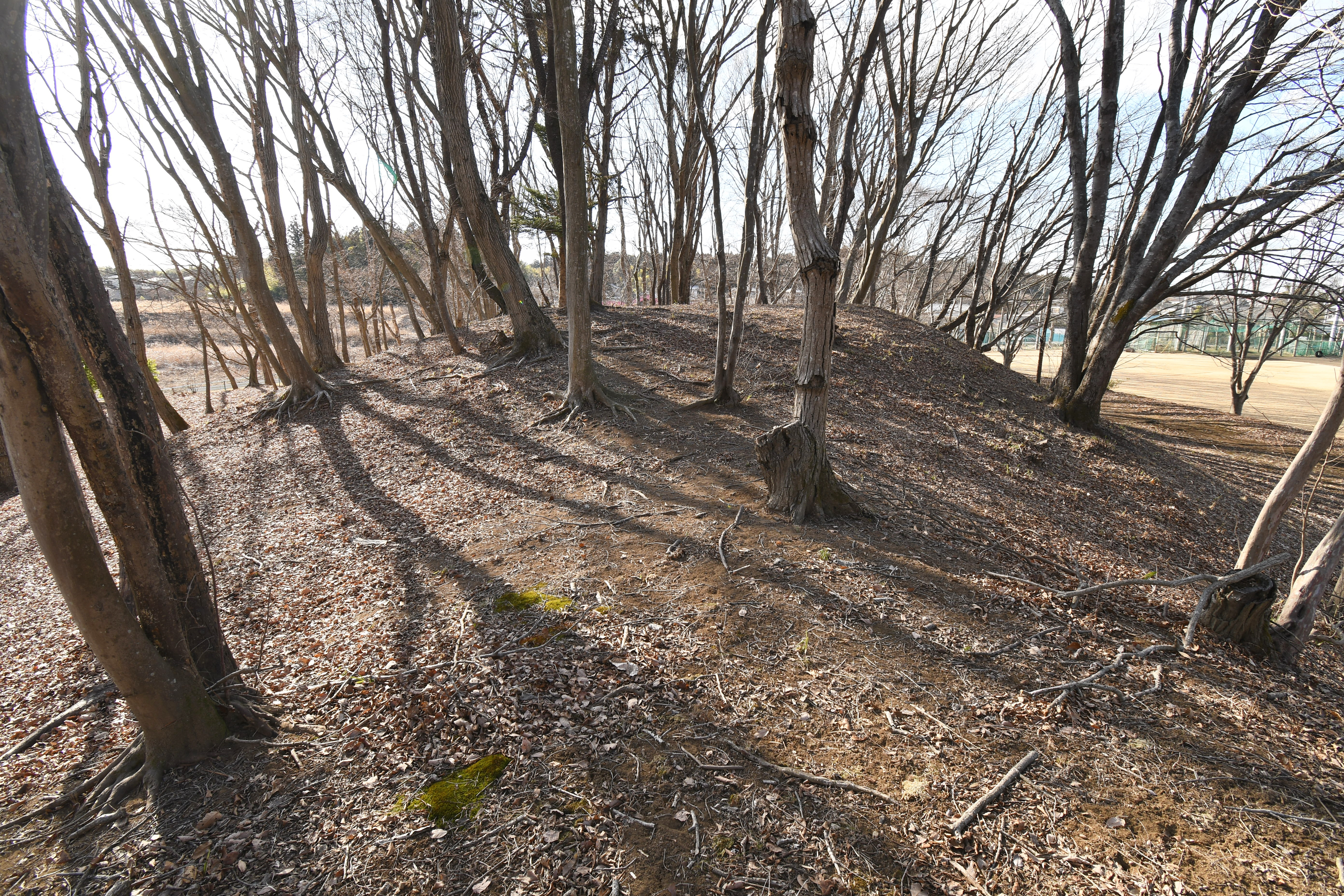
前方部から後方部を望む
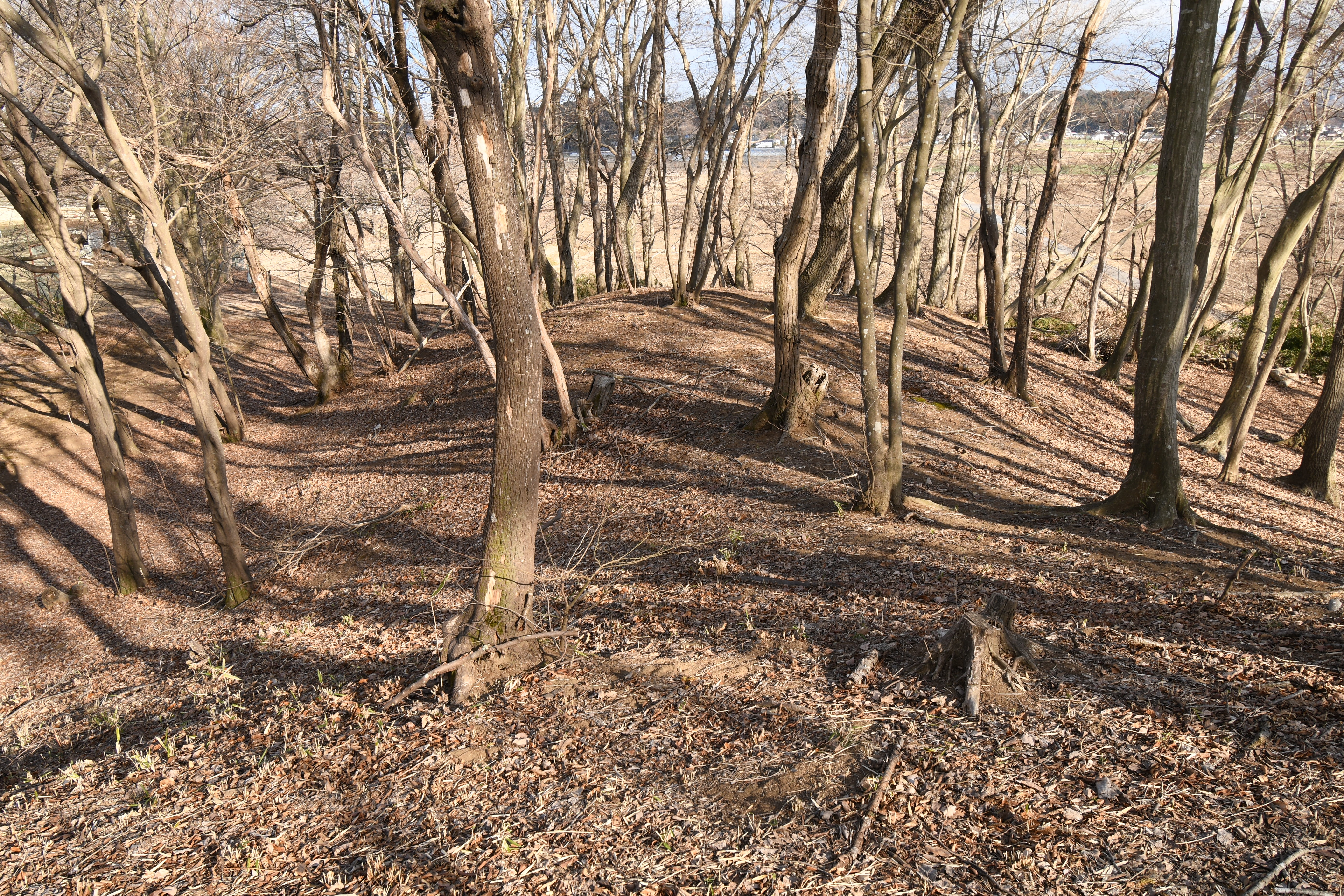
後方部から前方部を望む

## 文化財

### 栃木県指定文化財
- 史跡
  - 浅間塚古墳 - 2016年（平成28年）3月4日指定[2]。